# Vườn quốc định Tsugaru
Vườn quốc định Tsugaru là một Vườn quốc gia dự kiến nằm ở tỉnh Aomori, phía bắc khu vực Tohoku của đảo Honshū, Nhật Bản. Nó được đánh giá là một khu vực bảo vệ cảnh quan (loại V) theo IUCN. Nó bao gồm một số tính năng không liên tục trên bán đảo Tsugaru, bao gồm cả đỉnh núi lửa Iwaki, một phần của khu rừng sồi nguyên sinh thuộc Vùng núi Shirakami đã được UNESCO công nhận là Di sản thế giới. Mũi Tappi và các khu vực ven biển khác ở phía Bắc bán đảo Tsugaru, và vùng đất ngập nước các hồ, đầm lầy Juniko và Jusanko cũng là một phần của khu bảo vệ này.
Được thành lập vào ngày 31 tháng 3 năm 1975, diện tích của nó kéo dài tới gần địa giới của các thành phố Hirosaki, Goshogawara, Tsugaru, Imabetsu, Sotogahama, Ajigasawa, Fukaura, Nakadomari. và được quản lý bởi chính quyền địa phương tỉnh Aomori.